# Q2體育場
Q2體育場是位於美國德克薩斯州北奧斯丁的足球專用體育場。本體育場是2021年開始加入美國職業足球大聯盟的奧斯汀FC的主場。該體育場於2021年6月16日舉辦了首場賽事，是美國國家女子足球隊和奈及利亞的國際友誼賽。

## 賽事
奧斯汀FC於2021年6月19日在體育場進行了他們的首場比賽，對上聖荷西地震。比賽在20,738 名觀眾面前以0-0和局告終 。

### 足球
| 日期          | 球隊#1 | 結果 | 球隊#2   | 賽事                       | 觀眾   |
| ------------- | ------ | ---- | -------- | -------------------------- | ------ |
| 2021年6月16日 | 美国   | 2–0  | 奈及利亞 | 女子國際友誼賽             | 20,500 |
| 2021年7月29日 |        | 0–1  | 美国     | 2021年美洲金盃準決賽       | 20,500 |
| 2021年10月7日 | 美国   | 2–0  | 牙买加   | 2022年國際足總世界盃外圍賽 | 20,500 |

## 外部連結
- 官方网站